# 갈리나 프로주멘시코바
갈리나 니콜라예브나 프로주멘시코바(러시아어: Галина Николаевна Прозуменщикова, 1948년 11월 26일 ~ 2015년 7월 19일)는 소련의 수영 선수로 평영을 주종목으로 활약하였다.
그녀는 1964년, 1968년과 1972년에 5개의 올림픽 메달과 1966년과 1970년에 5개의 유럽 선수권 메달을 획득하였다. 그녀의 첫 올림픽 메달인 1964년 200m 평영 금메달은 소련을 위한 첫 올림픽 수영 금메달이었다. 1964년부터 1966년까지 그녀는 5개의 세계 기록(200m에서 4개, 100m에서 1개)을 세웠다. 1963년과 1972년 사이에 15개의 국내 타이틀을 우승하고 27개의 국내 기록을 세웠다.

## 생애
러시아 소비에트 연방 사회주의 공화국의 세바스토폴에서 태어났다.
1959년 클럽에서 수영을 시작한 프로주멘시코바는 1966년까지 SKF 세바스토폴을 위하여 나갔다. 1964년 그녀의 첫 올림픽의 때로 봐서 그녀는 200m 평영에서 몇몇의 국내와 국제 경연을 우승하고, 국내와 세계 기록들을 세웠다. 도쿄 올림픽이 열리기 전에 7월 맹장 수술을 받았다. 그녀에게 올림픽 이전에 100m 평영에서 세계 기록을 세운 강한 라이벌 스베틀라나 바바니나가 있었다. 그럼에 불구하고 프로주멘시코바는 200m 종목을 우승하여 올림픽 신기록을 세우고, 소련의 첫 수영 금메달을 획득하였다. 바바니나는 3위를 하였다.
1966년 프로주멘시코바는 모스크바 대학교의 언론계 학부에 등록하고, 모스크바로 이주하였다. 그해에 그녀는 200m 평영을 위한 가장 빠른 기록 2분 40.8초를 세웠고, 유럽 선수권에서 혼계영 은메달은 물론, 그 평영 종목을 우승하였다. 2년 후 멕시코시티 올림픽에서 그녀는 100m 평영에서 금메달을 따는 데 1초의 10분의 1 안으로 왔으나 은메달에 그치고, 200m에서 동메달을 땄다.
1969년 은퇴를 하다가 1970년 복귀하여 100m-200m 평영을 우승은 물론, 혼계영 2위를 하였다. 1972년 뮌헨 올림픽에서 4년 전의 결과를 되풀이하고 이듬해 은퇴하였다.
1976년 대학을 졸업한 그녀는 주요 신문 이즈베스티야를 위하여 스포츠 난을 썼다. 하지만, 곧 언론계를 떠나 1976년과 1980년 사이에 스포츠 공무원으로 일하고 그 후에 CSKA에서 어린이들을 위한 수영 코치를 맡았다.
오랫동안 앓아 온 병으로 66세의 나이에 모스크바에서 사망하였다.

## 같이 보기
- 수영 평영 100m 세계 기록 추이
- 수영 평영 200m 세계 기록 추이